# Giuseppe Mazzuoli (sochař)
Giuseppe Mazzuoli (1644, Volterra – 1725, Řím) byl italský barokní sochař, pracující v Římě. Vytvořil celou řadu skvělých soch, ale nikdy nebyl vůdčí postavou v římském uměleckém světě.

## Životopis

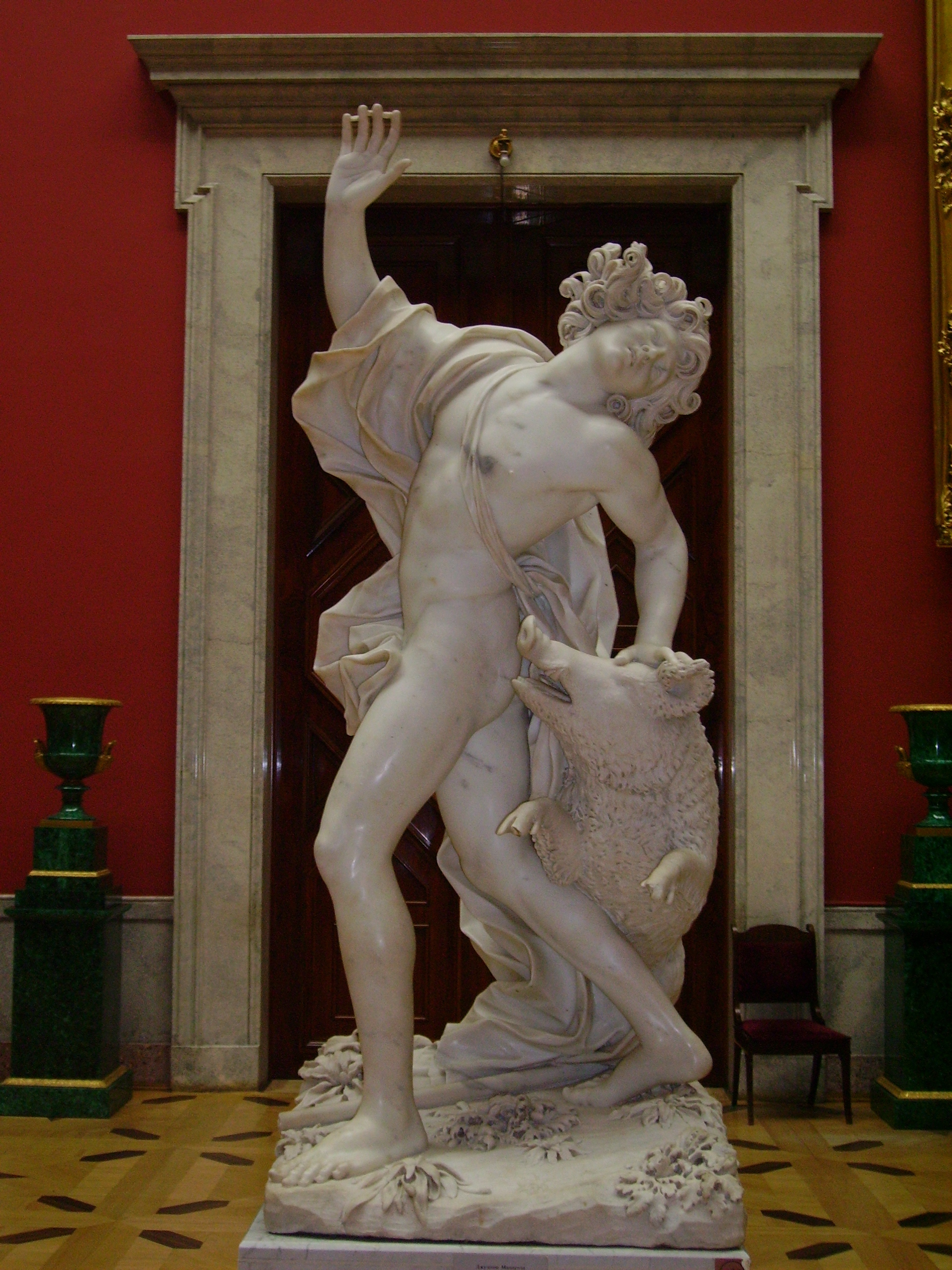
Smrt Adonise

Giuseppe Mazzuoli se narodil v době rozkvětu baroka v hornatém italském městě Volterra, v regionu Toskánsko, jehož historie sahá až do 7. století př. n. l., ze kterého pocházejí významné památky z Etruscích, následovány římskými a středověkými. Mazzuoli se vyučil kamenosochařství u svého staršího bratra Giovanniho Antonia v Sieně a jako tovaryš ve školení pokračoval do Říma, kde strávil většinu svého dospělého pracovního života. Tam vstoupil do dílny Ercola Ferraty (1610 – 10. července 1686), v níž se stal jediným žákem Melchiorra Caffy, který spolupracoval s Ferratou. Stejně jako Ferrata, tak i Mazzuoli se učil při spolupráci s Gianlorenzem Berninim, pomáhal mu na velkých zakázkách. Byl mezi jeho pomocníky na sochařské výzdobě hrobky papeže Alexandra VII. (1672–1678) v Sieně. Když v roce 1702 papež Klement XI. a kardinál Benedetto Pamphili oznámili svůj projekt na vytvoření dvanáct soch apoštolů v nadživotní velikosti a jejich umístění do nik mezi pilíři hlavní lodi papežské baziliky sv. Jana v Lateránu, byl projekt rozdělen mezi několik významných sochařů v Římě. Podle studie amerického historika umění Rudolfa Wittkowera to byl největší sochařský úkol v Římě na počátku osmnáctého století. Každá socha byla sponzorována známým princem a Mazzuolimu byla přidělena práce na soše Svatý Filip. Sochu Svatého Filipa financoval arcibiskup z Würzburgu. Socha byla dokončena roku 1711. Stejně jako většina sochařů i Mazzuolli dostal nákres od oblíbeného malíře Carlo Maratta či Maratti (13. května 1625 – 15. prosince 1713), italského malíře.

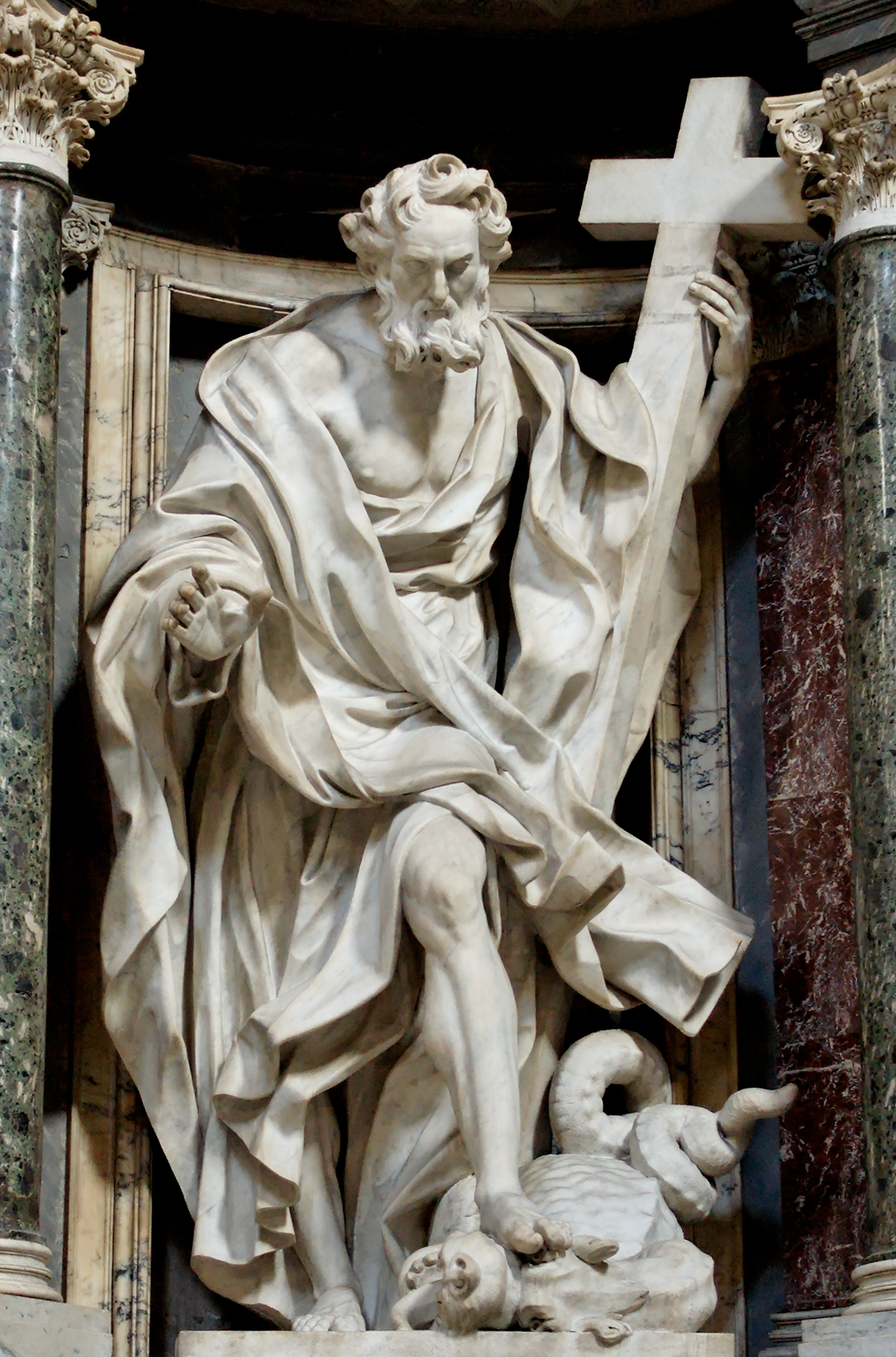
Svatý Filip (1711, Lateránská bazilika

Mazzuoli uskutečnil několik velkých zakázek pro Maltézský řád. Řád je římským katolickým laickým náboženským řádem, který zachovává šlechetné zásady, a zároveň uchovává vojenské a rytířské tradice. Byl založen jako nemocnice pro rytíře kolem roku 1099 v Jeruzalémě, v Jeruzalémském království, což z něj činí nejstarší přeživší rytířský řád na světě. Nejvýznamnější prací je hlavní oltář katedrály sv. Jana ve Vallettě, dokončený v roce 1703. Zde vytvořil mramorovou skupinu Křest Kristův.
Mazzuoliho bratr Annibale Mazzuoli byl malířem. Jeho syn, také sochař, je pro odlišení označován jako Giuseppe Mazzuoli mladší.

## Vybrané práce
- Milosrdenství, 1673–75, hrobka Alexandra VII., práce provedená pod přímým dohledem Berniniho. Série terakotových a bronzových sošek.
- Busta kardinála Giulio Gabrielli staršího, 1675-1676, dnes v Museo di Roma v Palazzo Braschi v Římě.
- Sv. Jana Křtitel  a  Svatý Jan Evangelista , 1677-79, oltář v kostele Gesù e Maria (Ježíš a Marie), Corso, Řím. Kostel a oltář navrhl Carlo Rainaldi, který pravděpodobně poskytl také náčrt sochy, tvořící součást jím navrženého oltáře.
- Portrétní busta kardinála Fausto Poli‚ kolem roku 1680.
- Shovívavost, kolem roku 1684, alegorické postavy mezi sochami na náhrobku papeže Klementa X., bazilika Sv. Petra, Vatikán, dílo provedeno podle návrhu Mattia De Rossi (1684).
- Busta Innocenta XII., 1700, apsida, Bazilika svaté Cecílie v Trastevere, Řím.
- Křest Kristův, 1700-1703, La Valletta, hlavní oltář katedrály Sv. Jana.
- Busta Klementa XI., 1703, apsida kostela Santa Cecilia v Trastevere, Řím.
- Svatý Filip, dokončený v roce 1711, bazilika Sv. Jana v Lateránu, Řím.
- Mořská nymfa, kolem let 1705–15, připisované Berniniho škole.
- Triumf milosrdenství nad chamtivostí, 1710 – 1715, připisovaný Mazzuoliho dílně, Ermitáž, Petrohrad.
- Kristus v hrobě, bazilika servitů Santissima Annunziata v Sieně.
- Smrt Kleopatry kolem roku 1713, Pinacoteca Nazionale v Sieně.
- Neposkvrněné početí, dokončena v září 1678, kostel San Martino v Sieně.
- Sv. Tomáš z Villanovy, Mazzuoli pro kostel San Martino v Sieně vytvořil také tuto sochu. Zakázku si objednal Alessandro de Vacchi, byla dokončena v Římě a poslána do Sieny.
- Apoštolové, sochy stojí na pilířích katedrály v Sieně. Kristus a Panna Maria byly odstraněny a ztraceny, jsou zastoupeny pozlacenými terakotovými modely.
- Alegorické postavy pro hrobku Ramona Perella (1720), v kostele Sv. Jana, La Valletta, Malta.
- Milosrdenství, 1723, palác Monte di Pietà, La Valletta, Malta. Mazzuoliho pozdní práce v kapli původně navržené Carlem Madernoum, opraveny Giovannem Antonio De Rossim.

## Poznámka
Italský malíř Giuseppe Mazzuoli žil mezi roky 1536 a 1589